# Gorcums Museum

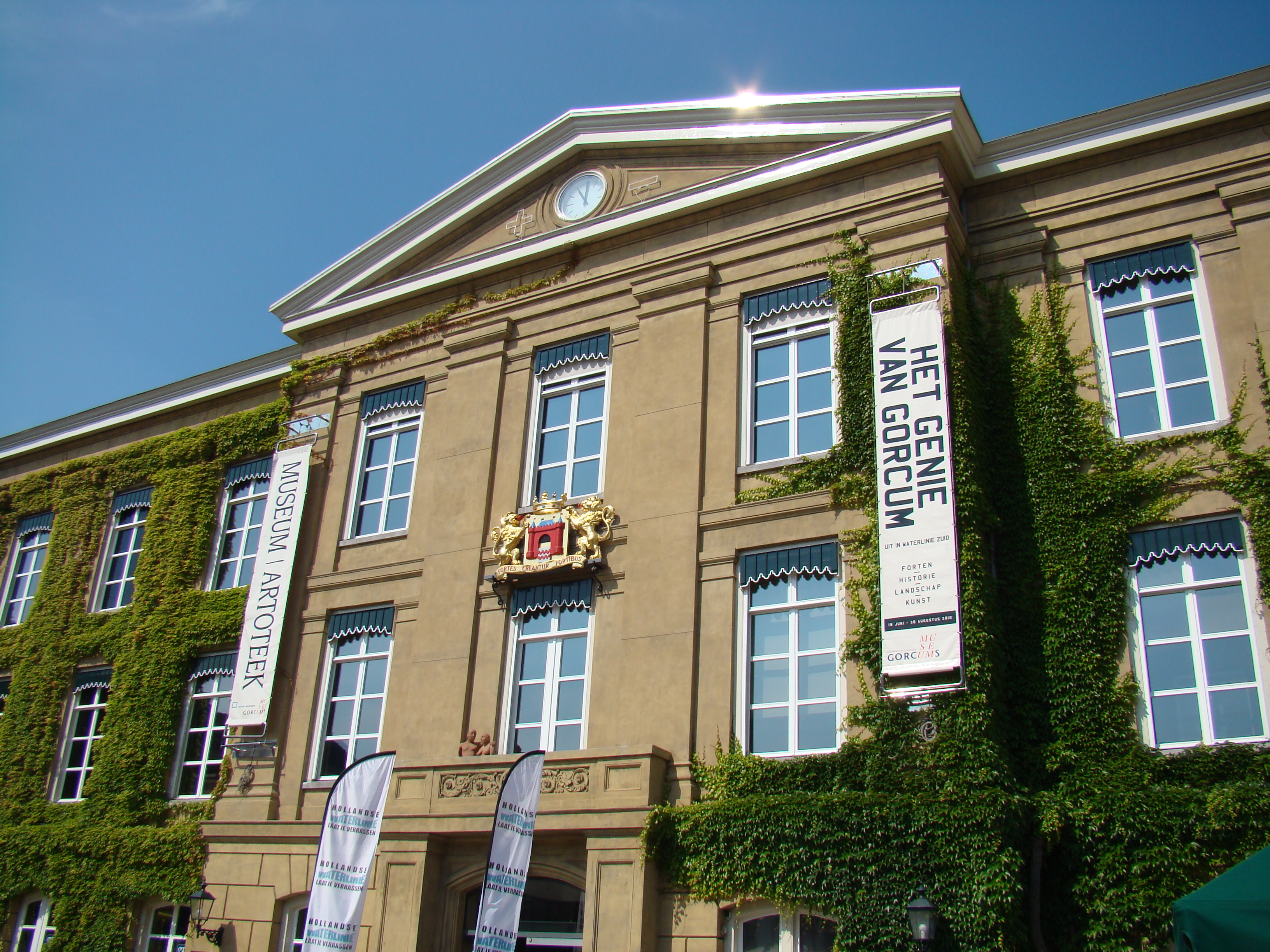
Het Gorcums Museum is gevestigd in het oude stadhuis van Gorinchem

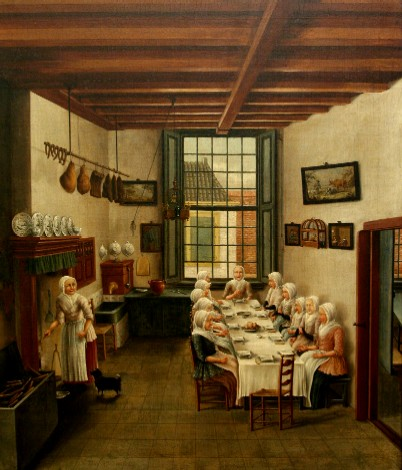
Een schilderij uit de collectie van het Gorcums Museum: De keuken van het Oude Vrouwenhuis - Cornelis de Jonker, 1785.

Het Gorcums Museum is het stedelijk museum van de stad Gorinchem, in de Nederlandse provincie Zuid-Holland. Het bezit een collectie over de geschiedenis van de stad en een verzameling moderne kunst. Ook zijn werken van diverse zeventiende-eeuwse schilders uit Gorinchem te zien. Regelmatig zijn er wisseltentoonstellingen. In het museum worden de geschiedenis en de verhalen van de stad verteld, zoals de martelaren van Gorcum, de vesting, de strijd tegen het water, en burgemeester Rappard.
Het museum is sinds 1995 gevestigd op de Grote Markt, in het oude stadhuis van Gorinchem. In december 2023 werd de nieuwe historische presentatie geopend op de eerste verdieping.